# U-605 (tàu ngầm Đức)
U-605 là một tàu ngầm tấn công  Lớp Type VII thuộc phân lớp Type VIIC được Hải quân Đức Quốc Xã chế tạo trong Chiến tranh Thế giới thứ hai. Nhập biên chế năm 1942, nó đã thực hiện được ba chuyến tuần tra và đánh chìm được ba tàu buôn với tổng tải trọng 8.409 GRT. Trong chuyến tuần tra cuối cùng, U-605 bị một máy bay ném bom Lockheed Hudson của Không quân Hoàng gia Anh đánh chìm trong Địa Trung Hải vào ngày 14 tháng 11, 1942.

## Thiết kế và chế tạo

### Thiết kế

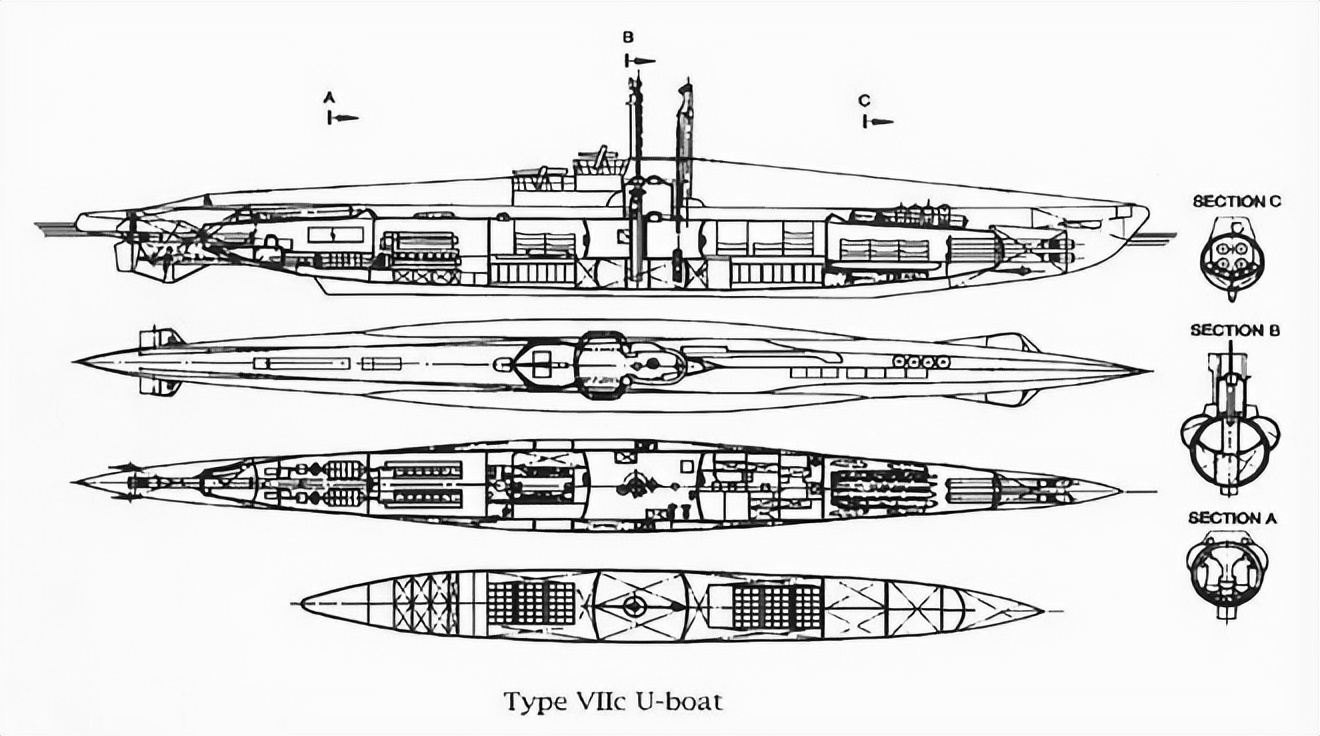
Sơ đồ các mặt cắt một tàu ngầm Type VIIC

Phân lớp VIIC của Tàu ngầm Type VII là một phiên bản VIIB được kéo dài thêm. Chúng có trọng lượng choán nước 769 t (757 tấn Anh) khi nổi và 871 t (857 tấn Anh) khi lặn). Con tàu có chiều dài chung 67,10 m (220 ft 2 in), lớp vỏ trong chịu áp lực dài 50,50 m (165 ft 8 in), mạn tàu rộng 6,20 m (20 ft 4 in), chiều cao 9,60 m (31 ft 6 in) và mớn nước 4,74 m (15 ft 7 in).
Chúng trang bị hai động cơ diesel Germaniawerft F46 siêu tăng áp 6-xy lanh 4 thì, tổng công suất 2.800–3.200 PS (2.100–2.400 kW; 2.800–3.200 bhp), dẫn động hai trục chân vịt đường kính 1,23 m (4,0 ft), cho phép đạt tốc độ tối đa 17,7 kn (32,8 km/h), và tầm hoạt động tối đa 8.500 nmi (15.700 km) khi đi tốc độ đường trường 10 kn (19 km/h). Khi đi ngầm dưới nước, chúng sử dụng hai động cơ/máy phát điện Garbe, Lahmeyer & Co. RP 137/c  tổng công suất 750 PS (550 kW; 740 shp). Tốc độ tối đa khi lặn là 7,6 kn (14,1 km/h), và tầm hoạt động 80 nmi (150 km) ở tốc độ 4 kn (7,4 km/h). Con tàu có khả năng lặn sâu đến 230 m (750 ft).
Vũ khí trang bị có năm ống phóng ngư lôi 53,3 cm (21 in), bao gồm bốn ống trước mũi và một ống phía đuôi, và mang theo tổng cộng 14 quả ngư lôi, hoặc tối đa 22 quả thủy lôi TMA, hoặc 33 quả TMB. Tàu ngầm Type VIIC bố trí một hải pháo 8,8 cm SK C/35 cùng một pháo phòng không 2 cm (0,79 in) trên boong tàu. Thủy thủ đoàn bao gồm 4 sĩ quan và 40-56 thủy thủ.

### Chế tạo
U-605 được đặt hàng vào ngày 22 tháng 5, 1940, và được đặt lườn tại xưởng tàu của hãng Blohm & Voss ở Hamburg vào ngày 12 tháng 3, 1941. Nó được hạ thủy vào ngày 27 tháng 11, 1941, và nhập biên chế cùng Hải quân Đức Quốc Xã vào ngày 15 tháng 1, 1942 dưới quyền chỉ huy của Hạm trưởng, Trung úy Hải quân Herbert-Viktor Schütze.

## Lịch sử hoạt động
Sau khi hoàn tất việc huấn luyện trong thành phần Chi hạm đội U-boat 5, U-605 được điều sang Chi hạm đội U-boat 9 từ ngày 1 tháng 8, 1942 để hoạt động trên tuyến đầu, rồi được điều sang Chi hạm đội U-boat 29 từ ngày 1 tháng 11, 1942 để hoạt động tại khu vực Địa Trung Hải cho đến khi bị mất.

### Chuyến tuần tra thứ nhất
U-605 khởi hành từ cảng Kiel, Đức vào ngày 28 tháng 7, 1942 cho chuyến tuần tra đầu tiên trong chiến tranh. Nó tiến ra Bắc Hải, rồi băng qua khe GI-UK giữa quần đảo Faroe và Iceland để vòng qua quần đảo Anh và hoạt động tại khu vực giữa Bắc Đại Tây Dương. Trên đường đi vào ngày 3 tháng 8, nó bắt gặp và phóng ngư lôi đánh chìm chiếc tàu đánh cá vũ trang Anh Bombay 229 GRT. Đến ngày 25 tháng 8, chiếc U-boat lại phóng ngư lôi tấn công Đoàn tàu ONS-122, đánh chìm các tàu buôn Anh Katvaldis 3.163 GRT và Sheaf Mount 5.017 GRT ở vị trí về phía Đông Nam mũi Farewell, Greenland.  Ngay sau đó U-605 lần lượt bị các tàu khu trục HMS Viscount cùng các tàu corvette HMS Montbretia và HMS Potentilla của Hải quân Hoàng gia Anh (với thủy thủ đoàn người Na Uy trên các chiếc Montbretia và Potentilla) thả mìn sâu phản công, nhưng chỉ bị hư hại nhẹ. Chiếc tàu ngầm kết thúc chuyến tuần tra và đi đến căn cứ Brest bên bờ Đại Tây Dương của Pháp đã bị Đức chiếm đóng, đến nơi vào ngày 4 tháng 9.

### Chuyến tuần tra thứ hai
U-605 rời cảng Brest vào ngày 1 tháng 10 cho chuyến tuần tra thứ hai và được lệnh chuyển sang hoạt động tại vùng biển Địa Trung Hải. Nó thành công khi vượt qua được eo biển Gibraltar được lực lượng Đồng Minh phòng thủ nghiêm ngặt vào ngày 9 tháng 10. Sang ngày hôm sau, tàu ngầm Anh HMS Saracen phóng hai quả ngư lôi nhắm vào U-605, và chiếc U-boat đáp trả với bốn quả ngư lôi, nhưng tất cả đều không trúng đích. U-605 đi đến căn cứ mới tại cảng La Spezia, Ý vào ngày 14 tháng 10.

### Chuyến tuần tra thứ ba – Bị mất
U-605 khởi hành từ La Speziavào ngày 21 tháng 10 cho chuyến tuần tra thứ ba, cũng là chuyến cuối cùng, để hoạt động tại vùng biển Bắc Phi ngoài khơi Algérie.  Tại đây vào ngày 14 tháng 11, nó bị một máy bay ném bom Lockheed Hudson thuộc Liên đội 233 Không quân Hoàng gia Anh thả mìn sâu đánh chìm trong Địa Trung Hải, tại tọa độ 36°20′B 01°01′T / 36,333°B 1,017°T. Toàn bộ 46 thành viên thủy thủ đoàn của U-605 đều đã tử trận.

### "Bầy sói" tham gia
U-605 từng tham gia ba bầy sói:
- Steinbrinck (7 – 11 tháng 8, 1942)
- Lohs (11 – 26 tháng 8, 1942)
- Tümmler (1 – 11 tháng 10, 1942)

### Tóm tắt chiến công
U-605 đã đánh chìm được ba tàu buôn với tổng tải trọng 8.409 GRT và hai tàu chiến tổng tải trọng 22.947 tấn, đồng thời gây hư hại cho ba tàu buôn khác:
| Ngày             | Tên tàu     | Quốc tịch      | Tải trọng | Số phận      |
| ---------------- | ----------- | -------------- | --------- | ------------ |
| 3 tháng 8, 1942  | Bombay      | United Kingdom | 229       | Bị đánh chìm |
| 25 tháng 8, 1942 | Katvaldis   | United Kingdom | 3.163     | Bị đánh chìm |
| 25 tháng 8, 1942 | Sheaf Mount | United Kingdom | 5.017     | Bị đánh chìm |